# Mikel Cee Karlsson
Mikel Cee Karlsson, född Hans Bengt Michael Karlsson 15 augusti 1977 i Morups församling, är en svensk filmregissör.
Mikel Cee Karlsson utbildade sig vid Filmhögskolan i Göteborg och utexaminerades 2005. Han debuterade 2009 med dokumentärfilmen Hälsningar från skogen, vilken nominerades till ett pris vid Internationella filmfestivalen i Locarno 2009 och vann juryns pris vid en filmfestival i Moskva 2010. Debuten följdes av The Extraordinary Ordinary Life of José González 2010, vilken nominerades till Nordiska filmpriset vid Göteborgs filmfestival. Cee Karlssons tredje dokumentära långfilm Fraemling hade sin premiär på Copenhagen Dox Filmfestival 2019, nominerad i kategorin DOX:Award.
Utöver dokumentärfilmandet har Cee Karlsson regisserat musikvideor åt bland andra José González ("Down the Line" 2007),  Fever Ray ("Triangle Walks" 2009) och Junip ("Line of Fire" och "Your Life Your Call" 2013) samt klippt Ruben Östlunds guldpalmsvinnande film Triangle of sadness 2022. Han är en del av produktionsbolaget Plattform produktion.

## Filmografi
| År   | Originaltitel                                    | Engelsk titel            | Typ                 |
| ---- | ------------------------------------------------ | ------------------------ | ------------------- |
| 2000 | The Key                                          |                          | Skatebordfilm       |
| 2002 | Fork Boy                                         |                          | Kortfilm            |
| 2004 | Vuxen                                            | Grown Up                 | Dokumentär kortfilm |
| 2005 | The Tough Alliance ”Koka-Kola Veins”             |                          | Musikvideo          |
| 2006 | C.Aarmé "Golden Retriever"                       |                          | Musikvideo          |
| 2007 | Jai Alai Savant ”White on white crime”           |                          | Musikvideo          |
| 2007 | The Perishers “Step out of the shade”            |                          | Musikvideo          |
| 2007 | José González "Down The Line"                    |                          | Musikvideo          |
| 2007 | José González "Killing For Love"                 |                          | Musikvideo          |
| 2007 | Ida Maria “Oh my god”                            |                          | Musikvideo          |
| 2008 | Bonde do role “Office boy”                       |                          | Musikvideo          |
| 2008 | Madrugada “Look away Lucifer”                    |                          | Musikvideo          |
| 2009 | Hälsningar från skogen                           | Greetings from the woods | Dokumentär långfilm |
| 2009 | Fever Ray “Triangle Walks”                       |                          | Musikvideo          |
| 2010 | The Extraordinary Ordinary Life of José Gonzalez |                          | Dokumentär långfilm |
| 2012 | The Amplifetes "You/Me/Evolution"                |                          | Musikvideo          |
| 2013 | Junip "Line of Fire"                             |                          | Musikvideo          |
| 2013 | Junip "Your Life Your Call"                      |                          | Musikvideo          |
| 2013 | Milagres "Jeweled Cave"                          |                          | Music Video         |
| 2015 | José González "Leaf Off / The Cave"              |                          | Musikvideo          |
| 2015 | Calexico "Falling From The Sky"                  |                          | Musikvideo          |
| 2015 | José González "Open Book"                        |                          | Musikvideo          |
| 2019 | Fraemling                                        |                          | Dokumentär långfilm |
| 2023 | A Tiger in Paradise                              |                          | Dokumentär långfilm |